# Evangelische Stadtkirche Solingen
Die Evangelische Stadtkirche ist eine Kirche in Solingen. Sie befindet sich im Stadtbezirk Mitte am zentralen Platz Fronhof. Die Stadtkirche ist das vierte Kirchengebäude, das seit dem späten 11. Jahrhundert an dieser Stelle errichtet wurde. Der Turm mit der Aufschrift aus dem biblischen Buch des Propheten Jeremia „O Land, Land, Land, höre des Herrn Wort“ ist auch wegen der Höhenlage des Stadtzentrums von Solingen weithin sichtbar. Die evangelische Kirchengemeinde gehört zum Kirchenkreis Solingen der Evangelischen Kirche im Rheinland.

## Geschichte
Um das Jahr 1000 entstand eine erste Saalkirche an der heutigen Stelle der Stadtkirche. Von diesem Bau hat sich eine im Boden des Kirchsaals angebrachte Keramikrosette aus dem späten 11. Jahrhundert erhalten, die 1954 bei archäologischen Grabungen unter der Leitung von Hermann Hinz gefunden wurde. Seit 1997 ist sie als bewegliches Denkmal in die Solinger Denkmalliste eingetragen. Die erste Kirche war entstanden als Gotteshaus eines Fronhofs, der den Herren von Solingen, später von Oefte, gehörte. Diese Kirche wurde um 1200 durch eine romanische Basilika ersetzt. Um 1300 wurde die Kirche im Liber valoris als Pfarrkirche genannt. Ritter Heinrich von Oefte verkaufte diesen Besitz im Jahr 1359 an den Grafen Gerhard von Berg. Dessen Witwe Margaretha verkaufte es 1363 an die Abtei Altenberg, welcher die Kirche 1300 inkorporiert wurde. Um 1590 wurde an der Kirche die Reformation eingeführt.
Die alte Kirche, die nach Bränden in den Jahren 1535 und 1581 wiederhergestellt werden musste, wurde 1732 bis auf den spätgotischen Turm aus dem Jahr 1523 abgebrochen. Am 23. Juni 1732 erfolgte die Grundsteinlegung für einen Neubau des Kirchenschiffs nach Plänen von Michael Moser. Am 7. September 1737 erfolgte die Einweihung als reformierte Predigtkirche. 1678 wurde der alte Kirchturm wegen Baufälligkeit abgetragen. 1679 bis 1681 wurde ein neuer Turm mit barocker Zwiebelhaube errichtet, der mit 81,6 Meter der damals höchste Kirchturms im Bergischen Land war. Durch Sturmschäden kam es 1836 zum Einsturz des Turmes. Er wurde 1860 bis 1862 mit neugotischer Turmspitze wiederhergestellt.

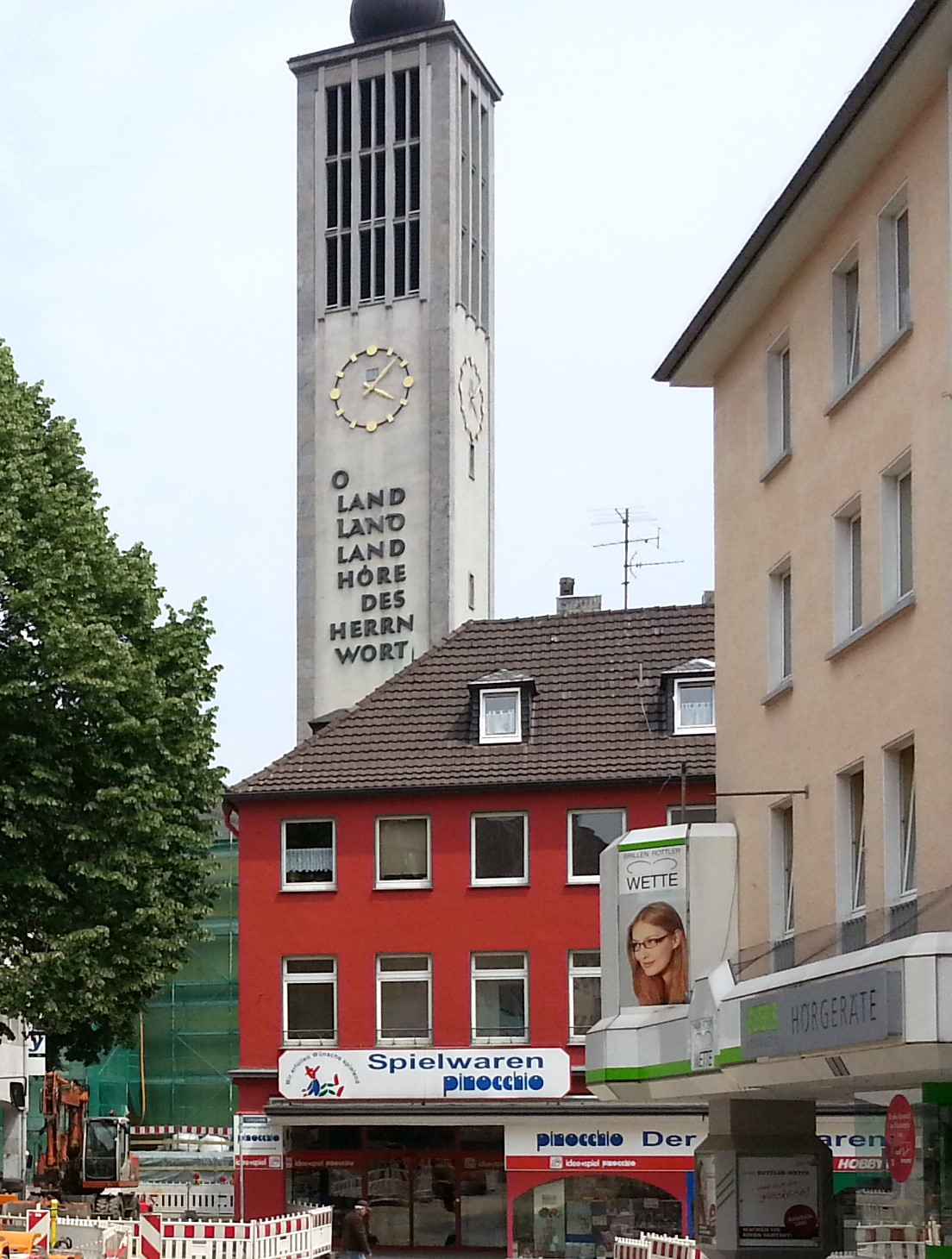
Der Turm der Stadtkirche mit der Aufschrift aus dem biblischen Buch des Propheten Jeremia

Die 1938 umfangreich restaurierte Kirche wurde am 5. November 1944 bei den Luftangriffen auf Solingen nahezu vollständig zerstört und die Ruine nach Kriegsende abgerissen. Der Grundstein für die heutige Stadtkirche an gleicher Stelle wurde am 5. November 1954 gelegt. Am 4. November 1956 erfolgte die Einweihung. Architekt der neuen Kirche war Wilhelm Schrader aus Solingen. Er gestaltete die Kirche mit multifunktionaler Nutzung als dreigeschossigen Rechteckbau mit seitlich anliegendem Turm in Stahlbetonskelettbauweise. Das Treppenhaus des Gebäudes wurde in den Kirchturm integegriert. Der Turm erhielt die folgende Inschrift des Propheten Jeremia:
2012 bis 2014 wurde die Stadtkirche tiefgreifend umgebaut und neugestaltet. Sie erhielt einen neuen Eingang zum Fronhof, einen Bürgersaal im Obergeschoss sowie ein Kirchencafé. Für die gelungene Umgestaltung des Gebäudes wurde der Architekturpreis 2015 der Evangelischen Kirche im Rheinland verliehen.